# Bismutohauchecornita
La bismutohauchecornita és un mineral de la classe dels sulfurs, que pertany al grup de l'hauchecornita. Rep el seu nom del bismut i de la seva relació amb l'hauchecornita.

## Característiques
La bismutohauchecornita és un sulfur de fórmula química Ni9Bi₂S₈. Cristal·litza en el sistema tetragonal. La seva duresa a l'escala de Mohs es troba entre 4,5 i 5,5. Està químicament relacionada amb la parkerita.
Segons la classificació de Nickel-Strunz, la bismutohauchecornita pertany a «02.B - Sulfurs metàl·lics, M:S > 1:1 (principalment 2:1), amb Ni» juntament amb els següents minerals: horomanita, samaniïta, heazlewoodita, oregonita, vozhminita, arsenohauchecornita, hauchecornita, tel·lurohauchecornita, tučekita, argentopentlandita, cobaltopentlandita, geffroyita, godlevskita, kharaelakhita, manganoshadlunita, pentlandita, shadlunita i sugakiïta.

## Formació i jaciments
Es troba en filons hidrotermals. Va ser descoberta l'any 1980 al dipòsit de coure i níquel d'Oktyabr'skoe, a Norilsk, a l'altiplà de Putorana (Taimíria, Rússia), on es troba associada a altres minerals com: pentlandita, galena, calcocita o altaïta. En altres jaciments, també se'n troba associada a mil·lerita i pirrotina.